# Liaobei
Liaobei (遼北, Liáoběi, Wade-Giles: Liaopei) ook bekend als Liaopeh was een provincie in Mantsjoerije, in de huidige Volksrepubliek China. Gedurende de Tweede Wereldoorlog maakte de provincie deel uit van de Japanse marionettenstaat Mantsjoekwo. Tegenwoordig is het grotendeels gelegen in de autonome deelstaat Binnen-Mongolië.
De Republiek China (Taiwan) erkent de provinciewijzigingen van de Volksrepubliek China na 1948 niet. Hierdoor is Liaobei de jure nog steeds een provincie van de Republiek China.